# Nathalie Muchamad
Nathalie Muchamad, née en 1976 à Nouméa, en Nouvelle-Calédonie, est une artiste plasticienne et vidéaste française. Diplômée de l'École Supérieure d'Art et de Design (ESAD) de Grenoble, et lauréate du Prix de la ville de Grenoble en 2012 qui lance sa carrière, elle expose depuis dans diverses biennales et centres d'art réputés. Ses œuvres, nourries par son histoire personnelle et engagées dans une réflexion décoloniale, interrogent les liens entre récits individuels et collectifs.

## Biographie
Nathalie Muchamad naît en 1976 à Nouméa, en Nouvelle-Calédonie, dans une famille originaire de l'île de Java, en actuelle Indonésie. Elle grandit en Nouvelle-Calédonie jusqu'à ses 14 ans, âge auquel sa famille arrive en France métropolitaine. Étudiante en art, elle travaille un temps par nécessité, puis reprend ses études et sort diplômée en 2013 de l’École Supérieure d'Art et de Design (ESAD) de Grenoble, après avoir passé une année à Londres avec une bourse pour Central St Matin’s School of Art and Design  .
En 2012 elle reçoit le Prix de la Ville de Grenoble pour l’Exposition de Noël, ce qui lance sa carrière d'artiste.
Depuis 2013, elle enchaîne participations à des biennales, expositions collectives, et expositions individuelles, par exemple au centre d'art Le Magasin des horizons ou dans le festival décolonial Nio Far. En 2017, elle part en résidence en Guadeloupe et crée une installation vidéo exposée ensuite à la Biennale de Lyon.
En 2017, à l’initiative de l’Espace Projet de Montréal et du centre d’art La Halle de Pont-en-Royans, Nathalie Muchamad participe avec Johan Sordelet à une résidence croisée, avec deux artistes québécois. Chacun des duos travaille in situ, s'intéressant à des problématiques locales de l'autre pays. Les artistes français se rendent au Québec à l'automne 2017, et créent une exposition, Le mystère du placard de verre, qui s'intéresse à la construction identitaire, et notamment aux questions autochtones et queer, travaillant à partir de récits minoritaires invisibilisés ou inexistants.
En 2020, elle participe à la Biennale de Taipei, You and I Don’t Live on the Same Planet.

## Œuvre

### Techniques
Les œuvres de Nathalie Muchamad sont des vidéos, dessins, textes et installations,. Elle joue avec les codes du documentaire et de la fiction, mêlant récit et journalisme, tout en créant des parcours semés d'objets et d'indices pour le visiteur.

### Thématiques
Le travail de Nathalie Muchamad interroge les liens entre mémoire personnelle et histoire collective, notamment celle des populations minoritaires issues de l'histoire coloniale française. Nourrie par son histoire individuelle et par sa rencontre avec les études décoloniales, elle explore les dynamiques qui existent entre récits, réalité et représentations,. Pour elle, « les fictions participent à la construction de la mémoire collective ».
Le thème des rapports Nord/Sud et de l'occultation des récits minoritaires est au cœur des œuvres de Nathalie Muchamad. Elle s'est par exemple intéressée, dans le cadre d'une résidence artistique en Guadeloupe, aux modes d'expression de la révolte chez des peuples privés de parole officielle, traçant des parallèles entre révoltés de Guadeloupe, Kanaks de Nouvelle-Calédonie, et quartiers populaires de région parisienne. Elle a également exploré, dans une série d'installations, l'héritage de la conférence de Bandung, tenue en Indonésie en 1955 par les pays non-alignés, ou encore l'histoire des minorités autochtones et queer au Québec.
Nathalie Muchamad s'intéresse également aux questions d'écologie décoloniale, et s'inscrit globalement dans une logique intersectionnelle.

## Expositions
- L'année de vivre dangereusement
  - au Magasin, Centre National d’Arts et de Cultures de Grenoble, 2013[2]
  - et au centre d'art La Halle Jean Gattégno, Pont-en-Royans, 2016[9]
- Le mystère du placard de verre,  Espace Projet de Montréal, 2017
- Pour Ellise, avec Johan Sordelet, à la 6e édition du Nio Far, festival décolonial des arts visuels et performatifs, 2019[10]
- You and I Don’t Live on the Same Planet , Biennale de Taipei, 2020
- Je ne me reconnais plus , Le Vog, Centre d’art de Fontaine-Grenoble, 2021 . France
- En des lieux sans merci , Cité des Arts St Denis de la Réunion  Exposition collective avec Jean-Francçois Boclé, Charles Chulem Rousseau et Myriam Omar Awadi 2022

## Prix et distinctions
- Prix de la Ville de Grenoble pour l’Exposition de Noël, 2012[4]